# This Is Me… Now
This Is Me… Now (с англ. — «Это я... сейчас») — девятый студийный альбом американской певицы и актрисы Дженнифер Лопес, выпущенный 16 февраля 2024 года. Альбом является сиквелом третьего студийного альбома певицы, This Is Me… Then (2002), и был анонсирован 25 ноября 2022 года — в двадцатилетний юбилей с его выхода. Как и Then, его сиквел вдохновлён романом Лопес с Беном Аффлеком, который возобновился в 2021 году, спустя почти 20 лет перерыва в их отношениях. Релиз альбома ознаменовал собой возвращение певицы на музыкальную сцену после девяти лет перерыва — предыдущий альбом певицы, A.K.A., вышел в 2014 году.

## Предыстория
В ноябре 2002 года Лопес обручилась с актёром и режиссёром Беном Аффлеком. Их публичные отношения привлекли значительное внимание СМИ. Общественность и средства массовой информации стали называть их «Беннифер». В ноябре того же года она выпустила свой третий студийный альбом This Is Me… Then. Альбом был посвящен Аффлеку. Пластинка показала отличные результаты, дебютировав с самыми высокими дебютными продажами в карьере Лопес, и став одним из самых продаваемых альбомов в её карьере. Тем не менее, чрезмерное внимание средств массовой информации и общественный интерес к их отношениям привели к снижению внимания к их работам и негативно сказались на их карьере. Пара рассталась в январе 2004 года, и после этого Лопес перестала публично рассказывать о своих отношениях и личной жизни.
В апреле 2021 года появилась информация, что Лопес и Аффлек снова встречаются, спустя почти 20 лет после расставания. Лопес публично подтвердила отношения в июле того же года. 8 апреля 2022 года Лопес объявила об их второй помолвке, спустя 20 лет после первого предложения. Они поженились в Лас-Вегасе в 16 июля 2022 года.
25 ноября 2022 года, на двадцатилетнюю годовщину с выхода This Is Me… Then, Лопес анонсировала свой девятый студийный альбом This Is Me… Now, выложив видео, на котором она воссоздает обложку этого альбома, которая превращается в фотографию для нового альбома. Лопес описала альбом как «эмоциональное, духовное и психологическое путешествие, которое она совершила за последние два десятилетия». Тексты песен альбома очень исповедальны, Лопес обсуждает репутацию своей личной жизни. Она заявила, что «люди думают, что они знают кое-что о том, что случилось со мной на этом пути, о мужчинах, с которыми я была, но на самом деле они понятия не имеют, и часто они понимают всё неправильно. Есть часть меня, которая скрывала свою сторону от всех. И я чувствую, что наконец-то нахожусь в том состоянии своей жизни, где мне есть что сказать по этому поводу».

## Создание
Во время интервью с Зейном Лоу для Apple Music Лопес сказала, что над альбомом она работала в основном с небольшой группой продюсеров. По большей части он был спродюсирован Роджетом Чахайедом, Джеффом «Гитти» Гительманом и Анхелем Лопесом. Другие, например Ким «Кайденс» Крысюк, присоединились к команде позже. This Is Me… Now был написан и спродюсирован с мая по август 2022 года, во время воссоединения Лопес с её бывшим Беном Аффлеком. Лопес подтвердила, что воссоединение вдохновило её вернуться в студию и писать честную музыку так, как она не делала со времен This Is Me… Then.

## Список композиций
| №   | Название                         | Длительность |
| --- | -------------------------------- | ------------ |
| 1.  | «This Is Me... Now»              |              |
| 2.  | «To Be Yours»                    |              |
| 3.  | «Mad in Love»                    |              |
| 4.  | «Can’t Get Enough»               |              |
| 5.  | «Rebound»                        |              |
| 6.  | «Not. Going. Anywhere.»          |              |
| 7.  | «Dear Ben Pt. II»                |              |
| 8.  | «Hummingbird»                    |              |
| 9.  | «Hearts and Flowers»             |              |
| 10. | «Broken Like Me»                 |              |
| 11. | «This Time Around»               |              |
| 12. | «Midnight Trip to Vegas»         |              |
| 13. | «Greatest Love Story Never Told» |              |